# Kaliště, Jihlava
Kaliště là một làng thuộc huyện Jihlava, vùng Vysočina, Cộng hòa Séc.